# Rhipidolestes yangbingi
Rhipidolestes yangbingi là loài chuồn chuồn trong họ Megapodagrionidae. Loài này được Davies miêu tả khoa học đầu tiên năm 1998.